# امیر قریشی
امیر قریشی (انگلیسی: Amir Qureshi؛ زادهٔ ۴ نوامبر ۱۹۸۰) بازیکن فوتبال اهل پاکستان بود.
وی همچنین در تیم ملی فوتبال پاکستان بازی کرده است.